# Ease on Down the Road
Az Ease on Down the Road című dal Michael Jackson & Diana Ross közös 1977-ben felvett dala, mely a The Wiz (Óz, a csodák csodája) 1978-as filmes adaptációjának zenéjeként jelent meg. A film többi zenéjéhez hasonlóan Quincy Jones volt a producer.
Az MCA Records 1978 nyarán adta ki a kislemezt, mely az Egyesült Államokban a Billboard Hot 100-as listán a 41. helyre került. Ugyanebben az évben a Billboard  Hot Soul Singles kislemezlistán a dal a 17. lett. William Ruhlmann az Allmusic-tól látványosnak nevezte a dalt, melyben Jackson és Ross duettje felülmúlja az 1975-ös Consumer Rapport féle változatot. A felvételért Jackson és Ross megkapta első Grammy-díját, melyet korábban csak a The Jackson 5-val közösen kaptak meg. 1979-ben a legjobb R&B előadó kategóriában díjat nyertek.
1980-ban Jackson vendége volt a Kraft Salutes Disneyland 25. évfordulóján, ahol Miki egér, Donald kacsa, Pinokkió, Minnie Mouse, Plutó, Micimackó, a három kismalac és Goofy-val együtt énekelte a When You Wish upon a Star című dalt.

## Megjelenések
12"  Egyesült Királyság MCA Records – 12 MCA 396
- A Ease On Down The Road Written-By – Charlie Smalls 6:02
- B Poppy Girls Written-By – Anthony Jackson, Quincy Jones 3:27

## Slágerlista
| Slágerlista (1975)               | Legjobb helyezések |
| -------------------------------- | ------------------ |
| U.S. Billboard Disco File Top 20 | 1                  |
| U.S. Billboard Hot 100           | 42                 |
| U.S. Billboard Hot Soul Singles  | 19                 |
| Slágerlista (1978)               | Legjobb helyezések |
| U.S. Billboard Hot 100           | 41                 |
| U.S. Billboard Hot Soul Singles  | 17                 |
| Brit kislemezlista               | 45                 |
| Turkey Top 20 Chart              | 1                  |